# Хямяляйнен, Каспер
Ка́спер Хямяля́йнен (фин. Kasper Hämäläinen; 8 августа 1986, Турку, Финляндия) — финский футболист, центральный полузащитник клуба ТПС, имеет опыт игры на позициях опорного, атакующего, правого полузащитника.

## Карьера

### Клубная
Первым детским клубом Хямяляйнена был МаПС из пригорода Турку. В 15 лет Хямяляйнен перешёл в клуб ТПС из Турку. Дебютировал в чемпионате Финляндии 28 сентября 2003 года в домашнем матче против «Йокерита».
В конце декабря 2009 года перешёл в «Юргорден», подписав контракт сроком на 4 года. Первый официальный матч за «Юргорден» провёл 14 марта 2010 года, это был матч первого тура чемпионата Швеции 2010 года против «Хеккена». Первый гол за «Юргорден» забил 26 апреля 2010 года в ворота «Мальмё». В чемпионате 2010 года выходил в стартовом составе во всех 30 матчах, забил 2 гола и отдал 3 голевые передачи.

### Международная
В составе юношеской (до 17 лет) сборной Финляндии Хямяляйнен участвовал в юношеском (до 17 лет) чемпионате мира 2003 года, отыграл без замен все 3 матча. Провёл 16 матчей за молодёжную (до 21 года) сборную Финляндии. Участвовал в молодёжном (до 21 года) чемпионате Европы 2009 года, выходил в стартовом составе во всех трёх матчах.
Каспер Хямяляйнен дебютировал в национальной сборной Финляндии 19 ноября 2008 года в товарищеском матче с командой Швейцарии. 10 октября 2009 года впервые сыграл в отборочном матче чемпионата мира, соперником была сборная Уэльса. 17 ноября 2010 года открыл счёт своим голам за национальную сборную: в отборочном матче чемпионата Европы 2012 против сборной Сан-Марино Хямяляйнен сделал «дубль», Финляндия выиграла со счётом 8:0.

## Достижения
«Легия»
- Обладатель Кубка Польши: 2015/16